# A párizsi festő
A párizsi festő (Il pittor Parigino) Domenico Cimarosa 1781-ben, Rómában bemutatott kétfelvonásos vígoperája, amelynek a szövegét Giuseppe Petrosellini írta.

## Az opera keletkezése
Az opera műfaji megjelölése eredetileg komikus intermezzo (intermezzo comica) volt. Időtartama azonban megkérdőjelezi klasszikus intermezzo-szerű előadását, bár – mivel a karneváli szezonban mutatták be – az is elképzelhető, hogy háttérzene vagy színpadi játék szerepét töltötte be. Az a valószínűbb azonban, hogy akkoriban az intermezzo comica műfaji megnevezést az opera comica, opera buffa szinonimájaként használták.

## Szereplők
| Szereplő                             | Hangfekvés       |
| ------------------------------------ | ---------------- |
| Eurilla, gazdag, művelt ifjú hölgy   | koloraturszoprán |
| Cintia, Eurilla unokahúga            | lírai szoprán    |
| Monsieur de Crotignac, párizsi festő | lírai tenor      |
| Cricca báró, Eurilla vőlegénye       | buffo basszus    |
| Broccardo, Eurilla személyi titkára  | tenor            |

- Történik: Párizsban, a 18. század elején.
- Zenekar: kis együttes.
- Játékidő: 145 perc.

## Cselekmény

### Első felvonás
A párizsi festő de Crotignac igazi bohém alak, most éppen a gazdag Eurilla kezére és hozományára áhítozik. Ez persze nem zárja ki, hogy más hölgyeknek is tegye a szépet. A gazdag hölgyet kiszemelte magának a Marseilles-ből érkező, kissé faragatlan, műveletlen Cricca báró is, aki Párizsban vagyonát egy részét már elveszíttette, s akiről kiderül, hogy nem is született nemes, pénzért vette a címét. Eurilla művelt, költészetkedvelő ifjú hölgy, maga is írogat. Szép vagyona van, de szüksége lenne arra húszezer escudóra is, amit akkor kapna meg, ha hozzámenne a báróhoz. Cintia is Marseilles-ből jött, és szerelmes Cricca báróba. Broccardo, Eurilla titkára, pártfogásába veszi Cintiát, és énekesnőként mutatja be Eurillának. Közben meg – mintegy véletlenül – kikotyogja, hogy a bárót egyáltalán nem izgatják a művészetek, sokkal inkább az énekesnőcskék érdeklik. Megérkezik a festő, és bekapcsolódva a társalgásba elmeséli, hogy ő is jól ismeri a színház világát. Forgolódni is kezd az „énekesnő” körül, majd együtt távoznak.

### Második felvonás
Eurilla dühöng, meg van sértődve, amiért (egyik) kiszemeltje, a festő, a jelenlétében másik nőnek kezdett udvarolni. Azt akarja, hogy Broccardo hívja párbajra a festőt, ez azonban nem nem tetszik az érintetteknek. Közben Cintia új praktikát gondolt ki: parasztlánynak öltözik, s a báró húgaként jelenik meg. Szörnyen viselkedik: dohányzik, iszik, szerencsejátékot játszik. Ehhez jön még, hogy a festő is új játékba fog: saját amerikai nagybácsijának öltözik, aki azért érkezett, hogy az unokaöccsét magával vigye és arisztokrata hölgyekkel ismertesse össze. Az eseményeket egyébként Broccardo irányítja a háttérből, így akar megoldást találni. Eurillában felébred a féltékenység, a szerelem, s a bárótól remélt pénz helyett inkább a festőt választja. Már csak az van hátra, hogy Cintia és a báró is egymásra találjanak, és vidám együttessel fejeződik be az opera.

## Az opera színpadra állítása
Cimarosa operáját 1781. január 2-án, a karneváli szezonban mutatták be a római Teatro delle valléban. Ezt a bemutatót Itália számos más városában is előadták, sőt Európa több operaházában is színpadra került (Prága, Barcelona, London, Bécs, Varsó), és 1808-ig szinte folyamatosan játszották. 1784-ben – a szöveg és a zene kiegészítése után – Nápolyban háromfelvonásossá bővítve mutatták be. Jellemző az akkori viszonyokra, hogy a kiegészítéseket Cimarosa távollétében Francesco Cipolla, helyi komponista hajtotta végre.
A Párizsi festőt Haydn 1789-ben mutatta be Eszterházán. Ennek az előadásnak a kottáját az Országos Széchényi Könyvtárban őrzik, melyben felfedezhető Haydn néhány másolási hibát javító korrekciója is. A darab sikeres volt Fertődön is, mert két évad alatt összesen hatszor adták elő.
A Magyar Állami Operaház 1988-ban tűzte műsorára, s ennek az előadásnak az alapján született meg a darab világon első CD-felvétele. Az operát a társulat Monte Carlóban is bemutatta.

## A zene
Az opera története és szövege a római színház igényeit figyelembe véve született: öt egyenrangú szereplő, mind bőséges szólólehetőséget kapva – az együttesek mellett. A zene a megszokott vígoperai hagyományokat követi, minden felvonásban nyolc zárt szám (ária vagy együttes) és finálé van.  A zene kiválóan festi alá a szereplők és a történések karakterét. A zenekar kissé bővebb a Cimarosa eddigi operáiban alkalmazottaktól, de még mindig kamarazenekar méretű.

## CD-ajánló
Eurilla – Szűcs Márta, Cintia – Kincses Veronika, A festő – Gérard Garino, Cricca báró – Gregor József, Broccardo – Martin Klietmann. Közreműködik: Salieri Kamarazenekar, vezényel: Pál Tamás. A felvétel helye és ideje: Budapest, 1988. Kiadás: 1998, Hungaroton HCD 12972–3, 2 CD.